# Владимировське (Новосибірська область)
Владимировське (рос. Владимировское) — село у Убінському районі Новосибірської області Російської Федерації.
Входить до складу муніципального утворення Владимировська сільрада. Населення становить 359 осіб (2010).

## Історія
Згідно із законом від 2 червня 2004 року органом місцевого самоврядування є Владимировська сільрада.

## Населення
| 2002 | 2007 | 2010 |
| ---- | ---- | ---- |
| 419  | ↗422 | ↘359 |